# Charles Lavigerie
Charles-Martial-Allemand Lavigerie  (Huire, 31 de outubro de 1821 - Argel, 26 de novembro de 1892) foi um cardeal francês com forte trabalho na Argélia e no combate à escravidão, fundador da Sociedade dos Missionários da África.

## Biografia
Nascido em Huire, em Saint-Esprit, Pirenéus Atlânticos, era de uma família de classe média, filho de Léon Philippe Allemand-Lavigerie (1795-1860), inspetor, originalmente de Angoulême e Laure Louise Esmenie Latrilhe (1800-1854), de Bayonne. Ele era o mais velho de quatro filhos, três meninos e uma menina e foi batizado em 5 de novembro de 1825; seu nome do meio Martial foi dado a ele em homenagem a seu avô.
Sua educação infantil no foi no Colléège de Saint-Lé, em Bayonne e depois, no Seminário Júnior de Larressore. Estudou também em St. Nicolas-du-Chardonnet e no Seminário de Saint-Sulpice, além do École des Carmes, todos em Paris. Fez seu doutorado em Letras (1850) e em Teologia (1853) na Universidade Sorbonne. Ele também recebeu um doutorado em utroque iuris, Direito Civil e Direito Canônico, por mensagem apostólica de 6 de dezembro de 1861.

## Vida Religiosa

### Presbiterado

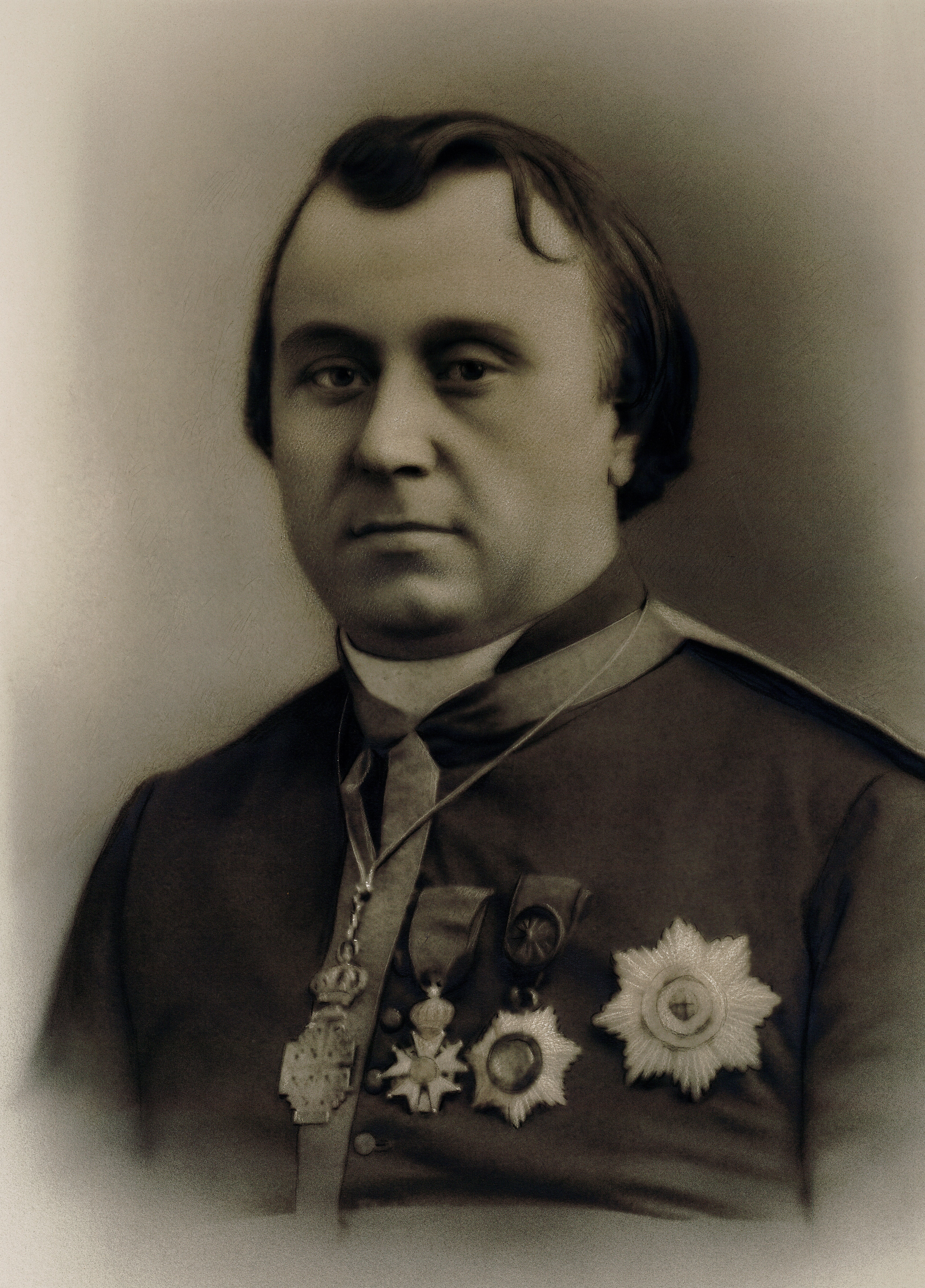
Como Diretor do L'Oeuvre des Écoles d'Orient, em 1861.

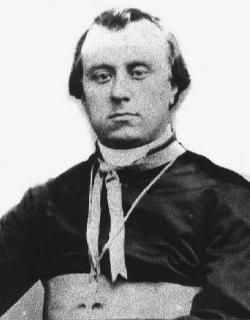
Como bispo de Nancy et Toul, em 1863.

Em dezembro de 1848, é ordenado diácono em Paris. Foi ordenado padre em 2 de junho de 1849, Paris, por Marie-Dominique-Auguste Sibour, arcebispo de Paris. Por quase sete anos, foi professor na Faculdade Teológica de Paris. Em 1853, é o capelão de Sainte-Geneviève e, no ano seguinte, professor associado de história da igreja, na Universidade Sorbonne, tornando-se o titular da cadeira em 1857. Entre 1856 e 1861, foi o Diretor do L'Oeuvre des Écoles d'Orient. Nomeado Auditor da Rota Romana Sagrada, entre os anos de 1861 e 1863. Em 20 de setembro de 1861 é nomeado Prelado nacional de Sua Santidade.

### Episcopado
Em 16 de março de 1863, foi eleito bispo de Nancy et Toul, sendo consagrado em 22 de março de 1863, na Igreja de São Luís dos Franceses, em Roma, pelo cardeal Clément Villecourt, ex-bispo de La Rochelle, assistido por Gustav Adolf von Hohenlohe-Schillingsfürst, arcebispo-titular de Edessa, esmoler secreto de Sua Santidade, e Francesco Martinelli, bispo-titular de Porfireone, sacristão de Sua Santidade.
Promovido à Sé Metropolitana de Argel, em 27 de março de 1867. No ano seguinte, torna-se o Prefeito Apostólico de Saara e Sudão. É nessa época da fome de 1867, deixando um grande número de crianças órfãs no que é hoje a costa norte da Argélia, que Lavigerie prepara a criação da sua congregação para instruir e catequizar essas crianças (criação de aldeias cristãs) numa primeira etapa, e numa segunda etapa, evangelizar as populações do Saara e da África central, fundando a Sociedade dos Missionários da África (também conhecida como Padres Brancos ou Pères Blancs) em 1868 e, depois, em 1869, a Sociedade das Missionárias de Nossa Senhora da África, em latim: Missionariæ Africæ (Sorores Albæ). 

### Cardinalato
Foi criado cardeal-presbítero no consistório de 27 de março de 1882, recebendo o barrete cardinalício e o título de Santa Inês Fora das Muralhas em 3 de julho de 1882. Em 10 de novembro de 1884, o Papa Leão XIII restabeleceu a arquidiocese de Cartago, até então uma Sé Titular, e tornou-se arcebispo da nova circunscrição. 

## Abolicionismo

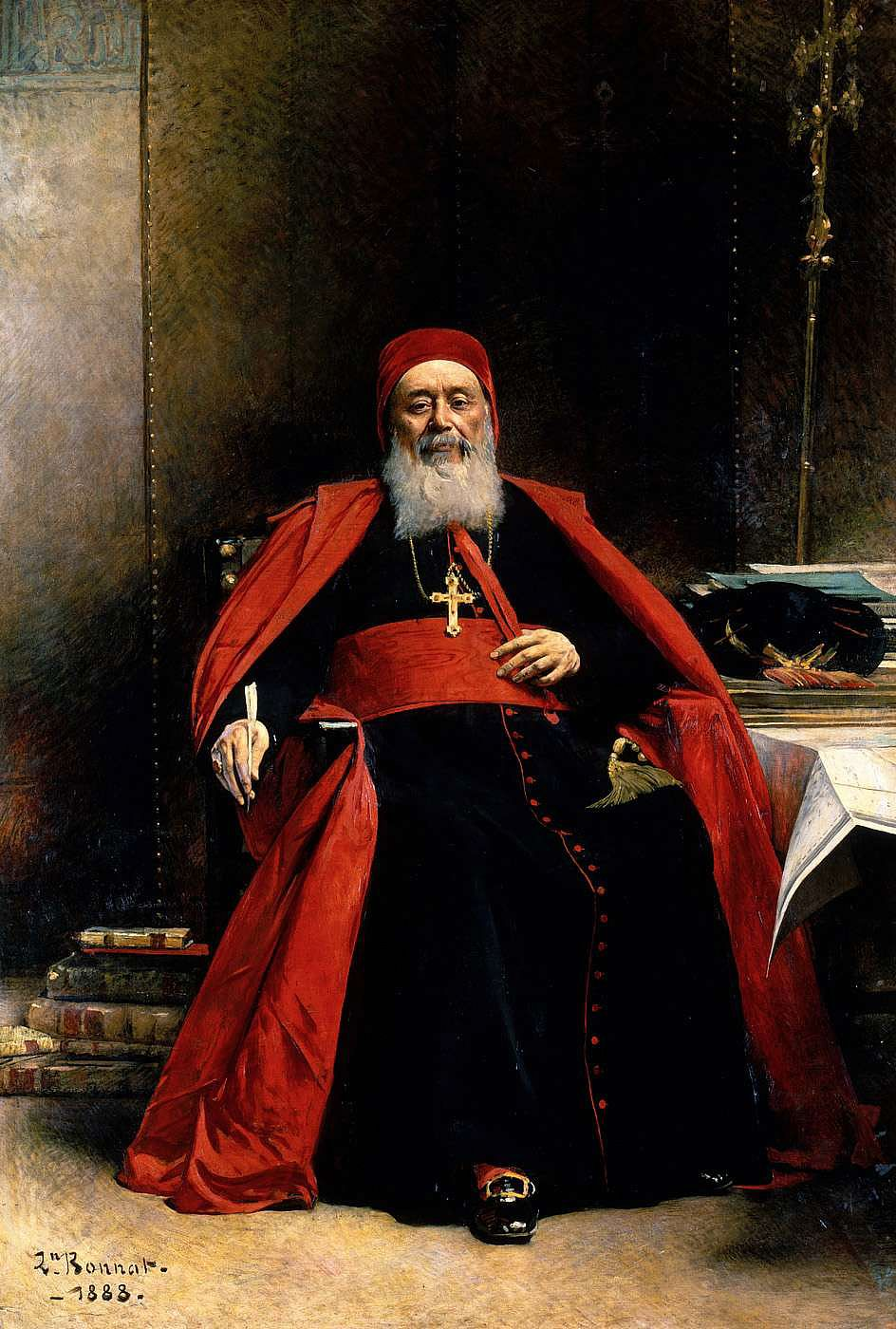
Le cardinal Charles Lavigerie, archevêque d'Alger (1825-1892), por Léon Bonnat, em 1888. Óleo sobre tela, no Palácio de Versailles.

Lavigerie é confrontado com a realidade do tráfico de seres humanos que assola as regiões central e oriental do continente africano. Em 2 de janeiro de 1878, ele foi transferido para a "Mémoire secret", dirigida à Propaganda Fide. O Papa Pio IX não condenou explicitamente a escravidão, mas morreu um mês depois, e Lavigerie encontrou um ouvido mais atento no do novo papa, Leão XIII. Então, em 1888, a convite do Papa Leão XIII, lançou a campanha para acabar com a escravidão na África.
Último estado em que a escravidão tinha status legal, o Brasil declarou sua abolição em 1888. Leão XIII está prestes a se alegrar com a encíclica In plurimis. Mas o cardeal Lavigerie o chama para aumentar a conscientização: todo mundo está inclinado a acreditar no problema resolvido, no Brasil ou em qualquer outro lugar. No entanto, mesmo sem existência legal, o flagelo permanece. Lavigerie instou o Papa a encorajar os missionários a libertar escravos, por um lado, e os governos cristãos a reprimir o tráfico, por outro. Em 5 de maio, Leão XIII publica a encíclica, onde são encontradas as exortações sugeridas pelo cardeal. Em 21 de maio, o Papa autorizou este último a liderar uma "cruzada" para combater o tráfico de pessoas.
Ele sabia que para conseguir que os governos o fizessem, ele precisava mobilizar a opinião pública na Europa. Com esse objetivo em mente, ele visitou as capitais da Europa, dando conferências em Saint-Sulpice, em Paris, no Royal Albert Hall, em Londres, na igreja de Saint Gudule, Bruxelas e na Igreja de Jesus, em Roma. Ele chamou a atenção das pessoas para o fato de que as vítimas da escravidão africana eram especialmente mulheres e crianças, apelando em particular às mulheres de seu público para pressionar seus governos a mudar a situação. O cardeal não apenas pediu a todos os cristãos que se envolvessem nessa campanha, ele também apelou aos da comunidade em geral, e todo esse esforço contribuiu muito para que os governos europeus eliminassem a escravidão na África.

## Final de Vida

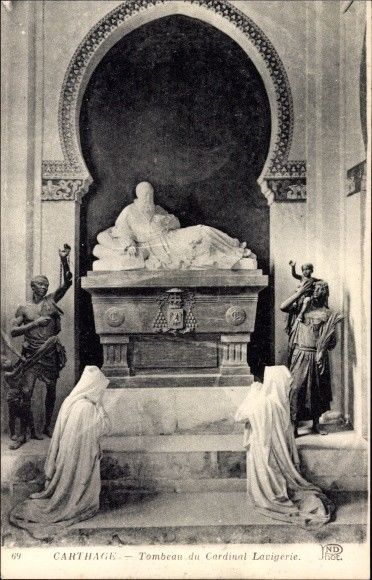
Tumba original do Cardeal Lavigerie, na Catedral de Cartago.

Morreu em 26 de novembro de 1892, às 13h, em Argel e seus funerais ocorreram em Argel, Túnis e Cartago. O corpo foi levado para Túnis e depositado no cofre preparado para ele na cripta da catedral metropolitana de Cartago, na colina de Byrsa, em 8 de dezembro de 1892. Em 1964, quando a catedral se tornou propriedade do governo, seus restos mortais foram transferidos para Roma e enterrados na cripta da capela da Cúria Geral da Sociedade de Missionários da África.